# Miomantis diademata
Miomantis diademata är en bönsyrseart som beskrevs av Werner 1916. Miomantis diademata ingår i släktet Miomantis och familjen Mantidae. Inga underarter finns listade i Catalogue of Life.